# Georg Loth der Jüngere
Georg Loth der Jüngere (auch: Lothus; * 21. Januar 1623 in Königsberg; † 22. Februar 1684 ebenda) war ein deutscher Mediziner.

## Leben
Loth der Jüngere war der Sohn von Georg Loths d. Ä. Er wurde am 8. Juni 1639 (16 Jahre alt) an der Albertus-Universität Königsberg immatrikuliert und hatte dort auch mit seinen Studien begonnen. Diese setzte er am 25. Mai 1641 an der Universität Wittenberg fort, wo er am 26. April 1643 den akademischen Grad eines Magisters der philosophischen Wissenschaften erwarb. Danach absolvierte er ein Studium der medizinischen Wissenschaften. Hierzu hatte er 1643 unter Johann Sperling die Disputation De viribus imaginationis verteidigt. Mit einer weiteren Disputation De pleuritide erwarb er unter Konrad Viktor Schneider am 28. September 1648 das Lizentiat der Medizin und nach der Verteidigung Controversiarum medico-miscellanearum II unter Marcus Banzer wurde er am 28. Oktober 1648 zum Doktor der Medizin promoviert.
Er kehrte in seinen Geburtsort zurück, wo er 1650 Adjunkt und außerordentlicher Professor an der medizinischen Fakultät der Universität Königsberg wurde. Seinem Vater nacheifernd, übernahm er 1655 dort die zweite ordentliche Professor und stieg 1662 in die erste ordentliche Professor der medizinischen Fakultät auf. In dieser Eigenschaft hatte er sich auch an den organisatorischen Aufgaben der Königsberger Hochschule beteiligt. So war er im Sommersemester 1663 und in den Wintersemestern 1657/58, 1661/62, 1667/68, 1671/72, 1679/80 sowie 1683/84 Prorektor der Albertina. Er starb in seiner letzten Amtszeit.

## Familie
Loth war fünf Mal verheiratet und hatte mehrere Kinder, von denen einige früh starben, mindestens fünf lebten noch, als er starb. 
- am 10. April 1650 mit Sophia (* 4. November 1630; † 3. Juli 1656), Tochter des Königsberger Kaufmanns der Altstadt Jacob Schwedler.
  - Georg Friedrich (* 25. April 1651; † 29. September 1660)
  - Katharina Sophia (* 1. Oktober 1654; † 24. Januar 1656)
- am 9. April 1657 mit Regina (* 15. Juli 1638; † 7. März 1658), Tochter des Prorektors Georg Casseburg.
  - Anna Regina (* 28. Februar 1658; † 29. Dezember 1681) ⚭ 13. Januar 1676 mit dem kurfürstlichen Rat und Kammermeister Albrecht Pegau (* 26. April 1635; † 19. Juli 1697)
- am 20. Oktober 1659 mit Dorothea (16. Februar 1636, † 24. Januar 1661), Tochter des Sekretärs der Altstadt Georg Weger (9. Februar 1602,  † 12. Februar 1642) und dessen Frau Ursula (geborene Wegner auf Kapkeim; 4. Januar 1617, † 28. Januar 1659), einer Tochter Henning Wegners.
  - Sohn NN. (* Januar 1661; nach 1684)
- am 17. April 1662 mit Anna Maria (* 2. Juli 1641; † 18. April 1666), Tochter des Professors Reinhold von Derschau auf Waldhausen etc.
  - Anna Maria († März 1664)
  - Sophia Louise (* 31. März 1665; † 12. November 1665)
  - Tochter NN. (* 15. April 1666; † nach 1684)
- am 18. August 1667 heiratete er Anna Magaretha Schulz († 1686), die Witwe des Ratsherrn in Memel Adam Jäger.

## Werke
- De Colera. 1649.
- Disp. De hepatis structura. Königsberg 1656.
- Disp. De plica.
- Disp. De sanguine.
- Diss. De contagio febrili et variolarum Regiomonti grassante. Königsberg 1656.